# Mesosom
Mesosomen  sind Einstülpungen der Plasmamembran von Bakterien, die vermutlich durch chemische Fixierung erzeugt werden. Sie wurden erstmals 1953 bei elektronenmikroskopischen Präparaten beobachtet. Verschiedene Funktionen wurden daraufhin in den 1960er Jahren vorgeschlagen, bis sich seit Ende der 1970er Jahre herausstellte, dass es sich vermutlich um Artefakte handelt.

Mesosomen bilden sich in Bakterienzellen, die chemisch fixiert wurden, nicht aber bei Kryofixierung.

Beobachtet wurden Mesosomen an Gram-positiven Bakterien. Der Name geht auf eine Arbeit aus dem Jahr 1959 zurück. Eine Funktion der Mesosomen wurde als Organellen bei verschiedenen zellulären Vorgängen vermutet, so etwa die für den Bau der Zellwand während der Zellteilung, Verdopplung des bakteriellen Chromosoms oder als Ort der Oxidativen Phosphorylierung.
Ende der 1970er Jahre sammelten sich Daten an, die darauf schließen ließen, dass es sich bei Mesosomen um Strukturen handelt, die erst durch chemische Fixierung hervorgerufen werden, da sie nicht bei Zellen auftraten, die mit anderen Methoden fixiert wurden. Mit dem Fortschritt in elektronenmikroskopischen Fixierungsmethoden (Kryofixierung und ‚freeze substitution‘) stellten mehrere Arbeiten fest, dass Mesosomen nicht in lebenden Zellen vorkommen. Einige Forscher waren jedoch der Ansicht, dass die Datenlage nicht schlüssig sei und dass Mesosomen möglicherweise nicht in allen Fällen Artefakte seien.
Im Jahr 2000 wurden Mesosomen-ähnliche Einstülpungen an Bakterien beobachtet, die antibakteriellen Peptiden, sogenannten Defensinen ausgesetzt wurden, im Jahr 2007 an solchen, die mit bestimmten Antibiotika behandelt wurden. Das Erscheinungsbild dieser Mesosomen-ähnlichen Strukturen ist möglicherweise eine Folge der Schädigung der Plasmamembran oder der Zellwand durch diese Chemikalien.
Die „Entdeckung“ der Mesosomen und ihre spätere Entlarvung als Artefakt diente in der Wissenschaftstheorie als praktisches Beispiel für den Prozess der Falsifikation einer wissenschaftlichen Idee oder Hypothese. An diesem Beispiel konnte man studieren, wie die Wissenschaftsgemeinde (englisch: ‚Scientific Community‘) dieses Testverfahren durchgeführt und die ursprüngliche Hypothese schließlich zurückgewiesen hat.